# Sanzioni degli Stati Uniti contro l'Iran

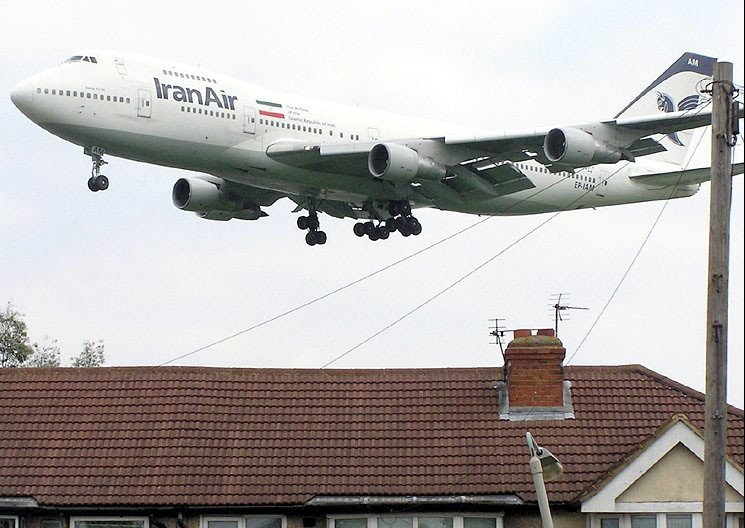
Gli Stati Uniti imposero, nel 1995, la sanzione che vietava alle compagnie aeree di vendere aeromobili e di riparare parti degli aerei delle linee aeree iraniane.

Le sanzioni degli Stati Uniti contro l'Iran è un insieme di sanzioni economiche, commerciali, scientifiche e militari contro l'Iran, imposte dal governo degli Stati Uniti d'America, o dalla comunità internazionale sotto la pressione degli Stati Uniti, attraverso il Consiglio di sicurezza delle Nazioni Unite. Comprendono nel 2015 un embargo sulle trattative con l'Iran da parte degli Stati Uniti e il divieto di vendere aeromobili e parti di ricambio alle compagnie aeree iraniane.
Il 17 maggio 2018 la Commissione europea ha annunciato la sua intenzione di applicare lo statuto di blocco del 1996 per dichiarare nulle, in Europa, le sanzioni statunitensi contro l'Iran e vietare ai cittadini e alle società europee di rispettarle. La Commissione ha inoltre incaricato la Banca europea degli investimenti di facilitare gli investimenti delle società europee in Iran.

## Quadro giuridico
Nel 1979, dopo che gli Stati Uniti permisero all'esiliato Scià dell'Iran di entrare negli Stati Uniti per cure mediche, un gruppo di studenti musulmani radicali della linea dell'Imam, intraprese un'azione a Teheran assalendo l'ambasciata americana e prendendo in ostaggio 52 persone che vi si trovavano dentro. Gli Stati Uniti risposero e il Presidente Carter emise l'ordine esecutivo 12170, nel novembre 1979, congelando circa 12 miliardi di dollari in attività iraniane, inclusi depositi bancari, oro e altre proprietà. Alcune attività, secondo funzionari iraniani 10 miliardi di dollari, ma per gli Stati Uniti molto meno, rimasero congelate in attesa della risoluzione delle rivendicazioni legali derivanti dalla rivoluzione.
Dopo invasione dell'Iran da parte dell'Iraq, gli Stati Uniti aumentarono le sanzioni contro l'Iran. Nel 1984 furono approvate sanzioni che proibivano la vendita di armi e tutta l'assistenza degli Stati Uniti all'Iran. L'Iran Sanctions Act (ISA) che è la base delle attuali sanzioni contro l'Iran è una versione riveduta dell'Iran e del Libia Sanctions Act (ILSA) che venne firmato il 5 agosto 1996 (H.R. 3107, P.L. 104-172). L’atto cambiò nome dopo che le sanzioni contro la Libia terminarono nel 2006.
Il 31 luglio 2013, i membri della Camera dei rappresentanti degli Stati Uniti votarono 400 a 20 a favore di sanzioni più severe.

## Governi Rafsanjani e Khatami
Il periodo di presidenza di Ali Akbar Hashemi Rafsanjani è stato contrassegnato da alcune delle più dure sanzioni contro l'Iran. Nel marzo 1995, il presidente Bill Clinton emise l'Executive Order 12957 vietando il commercio degli Stati Uniti con l'industria petrolifera iraniana. Nel maggio 1995, il presidente Clinton emise l'Executive Order 12959 vietando qualsiasi commercio statunitense con l'Iran. Il commercio con gli Stati Uniti, che stava crescendo dopo la fine della guerra Iran-Iraq, si concluse bruscamente.
Nel 1995, il Congresso degli Stati Uniti d'America approvò l'Iran-Libia Sanctions Act (ILSA), secondo cui a tutte le società straniere che avessero fornito investimenti superiori a 20 milioni di dollari per lo sviluppo di risorse petrolifere in Iran, sarebbero state imposte due delle sette possibili sanzioni da parte degli Stati Uniti:
- negazione di assistenza bancaria su esportazione-importazione;
- negazione di licenze di esportazione per le società inadempienti;
- divieto di prestiti o crediti da istituzioni finanziarie statunitensi del valore di oltre 10 milioni di dollari in un periodo di 12 mesi;
- divieto di designazione, come rivenditore primario, per gli strumenti di debito pubblico degli Stati Uniti;
- divieto di prestare servizio come agente negli Stati Uniti o deposito per i fondi governativi degli Stati Uniti;
- rifiuto delle opportunità di approvvigionamento pubblico degli Stati Uniti (in linea con gli obblighi dell'Organizzazione mondiale del commercio);
- un divieto su tutte o alcune importazioni della società in violazione.

In risposta all'elezione del riformista iraniano, presidente Mohammad Khatami, il presidente Clinton allentò le sanzioni contro l'Iran. Un dibattito al Congresso degli Stati Uniti, sull'opportunità di consentire la scadenza dell'ILSA, che alcuni legislatori sostennero ostacolava le relazioni bilaterali, e altri dissero che sarebbe stata vista come una concessione su un programma efficace, il 5 agosto 2001, vennero rinnovate le sanzioni da parte del Congresso, con legge del presidente George W. Bush.
Nel 2000, il governo Khatami riuscì a far ridurre le sanzioni per alcuni articoli come prodotti farmaceutici, attrezzature mediche, caviale e tappeti persiani. Nel febbraio 2004, durante l'ultimo anno della presidenza di Khatami, il Dipartimento del Tesoro degli Stati Uniti si dichiarò contrario alla formulazione o alla pubblicazione di manoscritti scientifici dall'Iran e affermò che gli scienziati statunitensi che avessero collaborato con gli iraniani sarebbero stati passibili di sanzioni. In risposta, l'Institute of Electrical and Electronics Engineers (IEEE) interruppe temporaneamente la pubblicazione di manoscritti da parte di ricercatori iraniani e prese provvedimenti per chiarire le linee guida OFAC relative alle sue attività di pubblicazione. Nell'aprile 2004 l'IEEE ricevette una risposta dall'OFAC nella quale si diceva che non erano necessarie licenze per pubblicare opere dall'Iran e che l'intero processo di pubblicazione IEEE, comprendente la revisione paritaria, era esente da restrizioni. D'altra parte, l'American Institute of Physics (AIP), l'American Physical Society e l'American Association for the Advancement of Science, che pubblicano Science, si rifiutarono di rispettare il divieto, affermando che era contrario alla libertà di parola.

## Governo Ahmadinejad

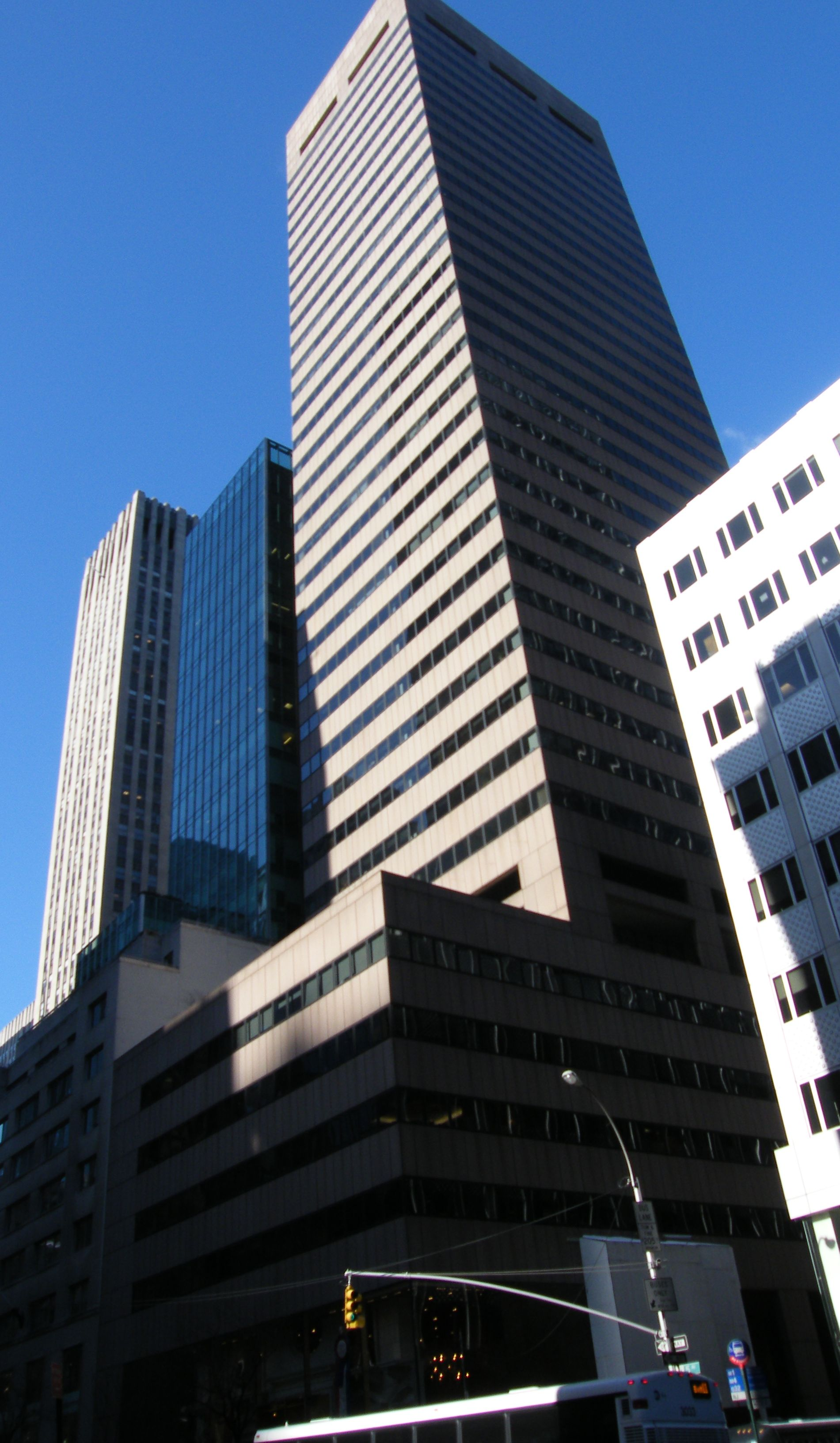
Nel dicembre 2008 il governo degli Stati Uniti chiese il 40% di interesse sull'edificio al 650, Fifth Avenue, ai margini del Rockefeller Center, che secondo lui era in comproprietà con Banca Melli.

Dopo essere stato eletto presidente dell'Iran nel 2005, Mahmud Ahmadinejad revocò la sospensione dell'arricchimento dell'uranio che era stato concordato con Unione europea e International Atomic Energy Agency, la quale segnalò il mancato rispetto, da parte dell'Iran, dell'accordo di salvaguardia con il Consiglio di sicurezza delle Nazioni Unite. Il governo degli Stati Uniti iniziò quindi a spingere per le sanzioni dell'ONU contro l'Iran sul suo programma nucleare.
Il Consiglio di sicurezza delle Nazioni Unite (UNSC) adottò le risoluzioni 1737 nel dicembre 2006, 1747 nel marzo 2007, 1803 nel marzo 2008, e 1929 nel giugno 2010.
Nel giugno 2005, il presidente George W. Bush emanò l'ordine esecutivo 13382 congelando i beni delle persone collegate al programma nucleare iraniano. Nel giugno 2007, lo stato americano della Florida promulgò un boicottaggio sulle società che commerciavano con Iran e Sudan, mentre il New Jersey stava valutando un'azione simile.
Il 24 giugno 2010, il Senato degli Stati Uniti d'America e la Camera dei rappresentanti degli Stati Uniti votarono il Comprehensive Iran Sanctions, Accountability, and Divestment Act of 2010 (CISADA), che il presidente Obama firmò il 1º luglio 2010. Il CISADA aumentò notevolmente le sanzioni all'Iran. Tali sanzioni comprendevano la rescissione dell'autorizzazione per le importazioni di origine iraniana per articoli come tappeti, pistacchio e caviale.

### Banche
Le istituzioni finanziarie iraniane non possono accedere direttamente al sistema finanziario degli Stati Uniti, ma sono autorizzate a farlo indirettamente attraverso le banche di altri paesi. Nel settembre del 2006, il governo degli Stati Uniti ha imposto sanzioni alla Banca Saderat dell'Iran, escludendola dal trattare con le istituzioni finanziarie statunitensi, anche indirettamente. La mossa venne annunciata da Stuart Levey, sottosegretario al tesoro, che accusò la principale banca di proprietà statale dell'Iran di trasferire fondi per determinati gruppi, tra cui Hezbollah. Levey affermò che dal 2001 un'organizzazione controllata dagli Hezbollah aveva ricevuto 50 milioni di dollari direttamente dall'Iran attraverso Banca Saderat. Disse anche che il governo degli Stati Uniti avrebbe persuaso le banche e le istituzioni finanziarie europee a fare altrettanto. Dal novembre del 2017, alle seguenti banche iraniane è stato proibito di trasferire denaro da o verso banche degli Stati Uniti:
- Banca Sepah
- Banca Saderat Iran
- Banca Melli Iran
- Banca Kargoshaee (aka Kargosa’i Bank)
- Banca Arian (aka Aryan Bank)

In altri termini, queste banche vennero collocate nell'Office of Foreign Assets Control (OFAC) Specially Designated Nationals List (elenco SDN). L'Elenco SDN è una lista di entità e individui ai quali è stato proibito l'accesso al sistema finanziario statunitense. Sebbene sia difficile, esistono modi per ottenere la rimozione da un elenco SDA OFAC.
Agli inizi del 2008, le banche mirate, come Banca Mellat, erano state in grado di sostituire i rapporti bancari con alcune grandi banche conformi alle sanzioni, attraverso rapporti con un numero maggiore di banche minori non conformi. Il totale attivo congelato in Gran Bretagna sotto l'UE (Unione europea) e le sanzioni ONU contro l'Iran ammontano a circa 976.110.000 di sterline ( 1,64 miliardi di dollari). Nel 2008, il mistero del Tesoro degli Stati Uniti ordinò a Citigroup di congelare 2 miliardi di dollari versati dall'Iran in un conto di quella banca.
Per gli individui e le piccole imprese, queste restrizioni bancarie hanno creato una grande opportunità per il mercato hawala, che consente agli iraniani di trasferire denaro da e verso l'estero utilizzando un sistema di scambio sotterraneo non regolato. Nel giugno 2010, nel causa Stati Uniti contro Banki, l'uso del metodo hawala, del trasferimento di valuta, portò ad una condanna penale contro un cittadino statunitense di origine iraniana. Banki venne condannato a due anni e mezzo in prigione federale, tuttavia, sulle linee guida federali per la condanna, questo tipo di reato avrebbe potuto comportare la reclusione fino a un massimo di 20 anni.
Gli Stati Uniti imposero ulteriori sanzioni finanziarie contro l'Iran, a partire dal 1º luglio 2013. Un funzionario dell'amministrazione spiegò che secondo il nuovo ordine esecutivo "le transazioni significative in rial avrebbero esposto chiunque a sanzioni", e disse che "avrebbe dovrebbe causare che le banche si alleggerissero di rial".  Questo avvenne quando il presidente eletto dell'Iran, Hassan Rouhani, entrò in carica il 3 agosto 2013.

## Sanzioni contro terze parti
Nel 2014, le autorità americane misero una taglia di 5 milioni di dollari sull'uomo d'affari cinese Li Fangwei, che avrebbe eluso le sanzioni contro i programmi missilistici dell'Iran.

## Sanzioni dopo l'accordo sul nucleare
Dopo l'Accordo sul nucleare iraniano (JCPOA), gli Stati Uniti imposero diverse nuove sanzioni non nucleari contro l'Iran, alcune delle quali sono state condannate dall'Iran come violazione dell'accordo. Gli Stati Uniti hanno preso in considerazione nuove pene, che a quanto si dice cercano di punire diverse compagnie e individui dell'Iran.
Queste operazioni di tesoreria e altre azioni del governo, sia sotto Barack Obama che Trump, hanno sostanzialmente indebolito il JCPOA, che ha mantenuto intatto il regime delle sanzioni. Nell'agosto 2018 l'amministrazione Trump ha reimposto le sanzioni e ha avvertito che chiunque abbia rapporti commerciali con l'Iran non potrà fare affari con gli Stati Uniti.
Nel 2018, la Corte di giustizia internazionale "ordinò" agli Stati Uniti la fine delle sanzioni. La decisione fu unanime e si basava sul "Trattato di amicizia" tra Stati Uniti e Iran del 1955, firmato con il governo rovesciato dalla rivoluzione islamica del 1979. In risposta, gli Stati Uniti si ritirarono da due accordi internazionali.
In data 2 novembre 2018, nonostante l'Iran non abbia mai violato l'accordo sul nucleare, il presidente degli Stati Uniti, Donald Trump, ha annunciato che dal 5 novembre 2018 saranno ripristinate le sanzioni.

## Effetti e criticità

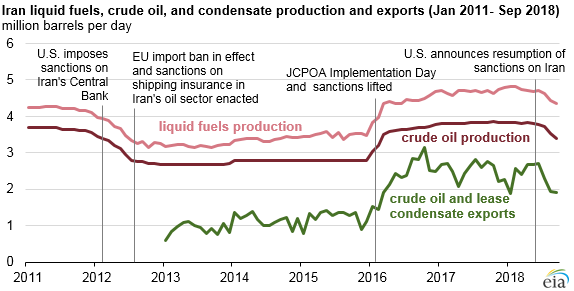
Cambiamenti nella produzione petrolifera iraniana in risposta alle sanzioni, 2011-2018

Molti dei programmi di sanzioni contro l'Iran sono gestiti dal Ministero del Tesoro degli Stati Uniti - OFAC (Office of Foreign Assets Control.
Secondo un giornalista iraniano, gli effetti delle sanzioni in Iran determina beni di base costosi e una flotta di velivoli obsoleti e sempre più pericolosi. "Secondo i rapporti delle agenzie di stampa iraniane, 17 aerei sono precipitati negli ultimi 25 anni, uccidendo circa 1.500 persone".
Gli Stati Uniti proibiscono al costruttore di aeromobili Boeing di vendere aerei a compagnie iraniane. Tuttavia, esistono alcune autorizzazioni per l'esportazione di parti di ricambio per l'aviazione civile, in Iran, quando tali articoli sono necessari per la sicurezza degli aerei commerciali. Un'analisi del The Jerusalem Post ha rilevato che un terzo dei 117 aerei iraniani progettati dagli Stati Uniti aveva subito incidenti.
Un rapporto del 2005, presentato alla 36ª sessione della International Civil Aviation Organization, riportava che le sanzioni statunitensi avevano messo in pericolo la sicurezza dell'aviazione civile in Iran perché impedivano l'acquisizione di parti e supporti essenziali per la sicurezza aerea. Ha inoltre dichiarato che le sanzioni erano contrarie all'articolo 44 della convenzione di Chicago (della quale gli Stati Uniti sono membri). Il rapporto dell'ICAO afferma che la sicurezza dell'aviazione colpisce vite umane e diritti umani, si trova al di sopra delle differenze politiche e che l'assemblea dovrebbe portare la pressione pubblica internazionale sugli Stati Uniti per revocare le sanzioni contro l'Iran.
L'Unione europea ha criticato la maggior parte delle sanzioni commerciali statunitensi contro l'Iran. Alcuni Stati membri dell'UE hanno criticato l'ILSA come un "doppio standard" nella politica estera degli Stati Uniti, in cui questi hanno lavorato vigorosamente contro il boicottaggio della Lega araba contro Israele promuovendo nel contempo un boicottaggio mondiale sull'Iran. Gli Stati membri dell'UE hanno minacciato una controffensiva formale nell'Organizzazione mondiale del commercio.
Secondo uno studio di Akbar E. Torbat, "nel complesso, l'effetto economico delle sanzioni" sull'Iran "è stato significativo, mentre il suo effetto politico è stato minimo."
Secondo gli Stati Uniti, Consiglio nazionale per il commercio estero, a medio termine, l'abolizione delle sanzioni statunitensi e la liberalizzazione del regime economico iraniano aumenterebbero il commercio totale dell'Iran ogni anno fino a 61 miliardi di dollari (al prezzo mondiale del petrolio del 2005 di 50 dollari al barile), facendo aumentare del 32% il PIL dell'Iran. Nel settore del petrolio e del gas, la produzione e le esportazioni si espanderebbero dal 25 al 50% (aggiungendo il 3% alla produzione mondiale di greggio).
L'Iran potrebbe ridurre il prezzo mondiale del petrolio grezzo del 10%, facendo risparmiare ogni anno agli Stati Uniti tra 38 miliardi (al prezzo mondiale del petrolio del 2005 di 50 dollari al barile) o 76 miliardi (al prezzo mondiale del petrolio del 2008 di 100 dollari al barile). Aprire il mercato iraniano agli investimenti esteri potrebbe anche essere un vantaggio per le multinazionali statunitensi che operano in una varietà di settori manifatturieri e di servizi.
Nel 2009, negli Stati Uniti c'è stata una discussione sull'attuazione di "sanzioni paralizzanti" nei confronti dell'Iran, come Iran Refined Petroleum Sanctions Act of 2009, "se l'apertura diplomatica non avesse mostrato segni di successo entro l'autunno". Il professor Hamid Dabashi, della Columbia University, ha affermato, nell'agosto 2009, che questo avrebbe probabilmente portato "conseguenze umanitarie catastrofiche", arricchendo e rafforzando "l'apparato di sicurezza e militare" del " Pasdaran e Basij, "e non avendo assolutamente alcun sostegno da "qualsiasi leader di opposizione maggiore o minore" in Iran. Secondo Bloomberg News, Boeing e ExxonMobil hanno comunicato che le sanzioni all'Iran costano, agli Stati Uniti, 25 miliardi di dollari di mancate esportazioni.
È stato anche sostenuto che le sanzioni hanno avuto l'effetto contrario di proteggere l'Iran in alcuni momenti, ad esempio l'imposizione, nel 2007, di sanzioni statunitensi contro istituzioni finanziarie iraniane rese l'Iran immune all'allora crisi finanziaria globale del 2007/2008 Funzionari iraniani hanno affermato che le sanzioni hanno creato nuove opportunità commerciali per alcune aziende iraniane, sviluppatesi al fine di colmare il vuoto lasciato dagli appaltatori stranieri. Secondo funzionari degli Stati Uniti, l'Iran potrebbe perdere fino a 60 miliardi di dollari in investimenti energetici a causa delle sanzioni globali.
Il 18 gennaio 2012 il ministro degli esteri russo, Sergej Viktorovič Lavrov, disse che le sanzioni miravano a strangolare l'economia dell'Iran e avrebbero creato molto malumore nei confronti delle nazioni occidentali e, potenzialmente, potrebbero provocare un effetto negativo.
Il 13 agosto 2018 il leader supremo dell'Iran, l'Ayatollah Ali Khamenei, ha affermato che "la cattiva gestione" ha danneggiato l'Iran più delle sanzioni statunitensi. "Più che le sanzioni, la cattiva gestione economica (da parte del governo) sta facendo pressioni sugli ordinari iraniani ... Non lo chiamo tradimento, ma un enorme errore nella gestione", ha detto Khamenei.
Il 22 agosto 2018, il relatore speciale delle Nazioni Unite Idriss Jazairy, ha definito le sanzioni contro l'Iran "ingiuste e dannose". "La reimposizione delle sanzioni contro l'Iran dopo il ritiro unilaterale degli Stati Uniti dall'accordo nucleare iraniano, adottato all'unanimità dal Consiglio di sicurezza con il sostegno degli stessi Stati Uniti, mette a nudo l'illegittimità di questa azione", ha detto Jazairy. Secondo Jazairy, "l'effetto agghiacciante" causato dall'"ambiguità" delle sanzioni reinserite di recente, porterebbe a "morti silenziose negli ospedali".

## Eccezioni
Nel dicembre 2010 è stato riferito che il ministero del tesoro degli Stati Uniti, Office of Foreign Assets Control aveva approvato circa 10.000 eccezioni alle norme sulle sanzioni statunitensi nel corso del decennio precedente emettendo licenze speciali per le società americane.
Le sanzioni europee e statunitensi non incidono sulle esportazioni di energia elettrica dell'Iran, il che crea una scappatoia per le riserve di gas naturale.